# Caterina Vitale
Caterina Vitale (1566-1619) fue la primera mujer farmacéutica y química en Malta y la primera mujer farmacéutica de la Orden de los Caballeros Hospitalarios. Caterina era originaria de Grecia. Se casó con Ettore Vitale, farmacéutico de los Caballeros Hospitalarios; tras su muerte en 1590, heredó su farmacia y la tarea de proporcionar medicamentos a la Sacra Infermeria. Ha sido descrita como una empresaria exitosa que se hizo muy rica y se le conocía por ser benefactora de los Carmelitas. Murió en Siracusa en 1619 y su cuerpo fue llevado a Valetta y sepultado en la iglesia Carmelita.